# Fürther Kreuzung

Die Fürther Kreuzung  war ein Verkehrsknotenpunkt, der 1844 in Nürnberg nahe der Stadtgrenze zu Fürth an der Kreuzung der Ludwigseisenbahn mit der Ludwig-Süd-Nord-Bahn eingerichtet wurde. Sie war die erste Umsteigestation zwischen zwei Eisenbahnen in Süddeutschland.

## Geschichte
Am 25. August 1844, dem Namenstag von König Ludwig I., eröffnete die Teilstrecke Nürnberg–Bamberg der Ludwig-Süd-Nord-Bahn, ein Jahr nachdem das entsprechende Teilstück des Ludwig-Donau-Main-Kanals in Betrieb gegangen war. Der Zugfahrplan trat am 1. Oktober 1844 in Kraft. Ab 25. August 1844 kreuzte dementsprechend die Ludwigs-Süd-Nord-Bahn das Gleis der Ludwigsbahn, weiterhin die Nürnberg-Fürther Chaussee (heute Fürther Straße) und 200 Meter weiter nördlich bei Doos die Pegnitz. Zudem kreuzten sich westlich in unmittelbarer Nähe der Ludwig-Donau-Main-Kanal und die parallel zur Ludwigseisenbahn verlaufende Nürnberg-Fürther Chaussee. Ein für damalige Zeiten komplizierter Verkehrsknotenpunkt war entstanden.
Entsprechend den Bestimmungen des königlichen „Privilegiums“ musste die Ludwigsbahn-Gesellschaft einen Anschluss schaffen; er entstand in Form einer „Ausweiche“. Die Betriebseröffnung der „Fürther Kreuzung“ fand am 15. Oktober 1844 statt. So konnten Güterwagen über das Verbindungsgleis direkt zwischen Staatsbahn und Ludwigsbahn überführt werden. Vor allem Richtung Fürth war der entsprechende Güterverkehr sehr stark; nach Nürnberg weniger, da dort ein eigener Staatsbahnhof bestand. Erst der Bau eines Gaswerkes am Plärrer brachte 1852 in dieser Richtung einen positiven Aufschwung. Eventuell entstand schon zu dieser Zeit der historische Lokschuppen in Fürth an der heutigen U-Bahn-Haltestelle Stadtgrenze. Für den Personenverkehr entwickelte sich die Fürther Kreuzung zeitweilig zu einem Schwerpunkt. Während Reisende nach Fürth zunächst im Nürnberger Bahnhof aussteigen mussten, um von dort die ganze Strecke nach Fürth mit der Ludwigsbahn zu fahren, so konnten sie ab 1845 – der genaue Zeitpunkt ist nicht mehr festzustellen – an der Fürther Kreuzung umsteigen. Der vielfältige Kreuzungspunkt verschiedener Verkehrswege an der Fürther Kreuzung wurde als „sehr lebendiges Bild des mächtigen Fortschritts der Zeit“ ein beliebtes Motiv der Maler und Lithographen.
1848 errichtet die Königliche Staatsbahn unter Protest der Ludwigsbahn-Gesellschaft einen Haltepunkt in Nürnberg-Muggenhof und in Poppenreuth, was sich umgehend negativ auf das Fahrgastaufkommen der Ludwigsbahn auswirkte. Mit Eröffnung der über Fürth verlaufenden Bahnstrecke Fürth–Würzburg am 19. Juni 1865 kam eine weitere Brücke über den Ludwig-Donau-Main-Kanal hinzu, an der Fürther Kreuzung entfiel die Umsteigemöglichkeit im Personenverkehr. Das dreißigjährige „Privilegium“ der Ludwigsbahn-Gesellschaft für den Schienenverkehr zwischen Nürnberg und Fürth war abgelaufen, so dass Fürth 1865 mit einer über Nürnberg führenden Linie den Anschluss an das deutsche Eisenbahnnetz erlangen konnte.
Beide Strecken konkurrierten im Personennahverkehr umso mehr miteinander, als der Fürther Staatsbahnhof und der Ludwigsbahnhof in Fürth nahe beieinander lagen. Die Ludwigs-Eisenbahn hatte schon zuvor den Zubringerverkehr zur Fürther Kreuzung eingestellt, da die meisten Fahrgäste in Poppenreuth oder direkt auf der Kreuzung in die Staatsbahn einstiegen. Aufgrund des florierenden sonstigen Geschäftes wollte sich das Direktorium zudem auf die Hauptaufgabe konzentrieren und dachte schon 1861 daran, den Verkehr zur Fürther Kreuzung aufzugeben. Mit der Einstellung des Zubringerverkehrs endete auch der Pferdetransport auf der Ludwigs-Eisenbahn. Die verbliebenen drei Pferde, die Geschirre und Stallrequisiten wurden am 2. Oktober 1862 versteigert.
Als 1876 die Ludwigs-Süd-Nord-Bahn verlagert wurde, fiel das bisherige Gleisdreieck an der Fürther Kreuzung mit der Übergabestation weg. Die Fürther Kreuzung wurde aufgelassen (heute sind keine baulichen Überreste vorhanden), der Bahnhof verlegt und am 15. Mai 1876 mit gleichzeitiger Umbenennung in Nürnberg-Doos wieder dem Verkehr übergeben. An dieser nahegelegenen Haltestelle kamen zum Ausgleich Freiladegleise hinzu. Weiterhin konnten die Gleise zwischen der Fürther Kreuzung und Großgründlach entfernt werden. Die Eisenbahn-Steinbrücke über die Pegnitz wurde zur Straßenbrücke umgebaut. 1899 wurde die Fürther Kreuzung als Teil der ehemaligen Gemeinde Höfen nach Nürnberg eingemeindet und gehört heute zum Ortsteil Doos. Die amtliche Bezeichnung Fürther Kreuzung wurde erst 1982 aufgehoben.